# Patrick Eaves
Patrick Campbell Eaves, född  1 maj 1984 i Calgary, Alberta, är en  amerikansk-kanadensisk professionell ishockeyforward som spelar för Anaheim Ducks i National Hockey League (NHL). Han har tidigare spelat på NHL-nivå för Ottawa Senators, Carolina Hurricanes, Detroit Red Wings, Nashville Predators och Dallas Stars och på lägre nivåer för Binghamton Senators och Grand Rapids Griffins i American Hockey League (AHL), Boston College Eagles (Boston College) i National Collegiate Athletic Association (NCAA) och Team USA i United States Hockey League (USHL).
Han är högerforward och valdes i första rundan i NHL-draften 2003 av Ottawa Senators som 29:e spelare totalt.
Eaves debuterade i NHL för Senators säsongen 2005–2006 och gjorde 20 mål och 9 assist på 58 matcher. Under sin andra säsong i Senators lyckades han ta en ordinarie plats i laget och gjorde 14 mål och 18 assist på 73 matcher. Han spelade säsongen 2008–2009 för  Hurricanes och lyckades skrapa ihop 17 poäng på 92 matcher under grundserien och slutspelet. Eaves skrev på ett ettårskontrakt värt $500 000 för Red Wings inför NHL-säsongen 2009–2010 som free agent. 
Han är son till Mike Eaves och brorson till Murray Eaves som båda spelade i NHL under sina spelarkarriärer.

## Statistik
| 1999–2000   | Shattuck St. Mary's    |             | 50  | 23  | 24  | 47  | —   | —  | — | —  | —  | —  |
| 2000–2001   | U.S. National U18 Team |             | 34  | 12  | 11  | 23  | 75  | —  | — | —  | —  | —  |
| 2001–2002   | U.S. National U18 Team | NAHL        | 8   | 5   | 3   | 8   | 37  | —  | — | —  | —  | —  |
|             | Team USA               | USHL        | 9   | 1   | 4   | 5   | 18  | —  | — | —  | —  | —  |
| 2002–2003   | Boston College Eagles  | NCAA        | 14  | 10  | 8   | 18  | 61  | —  | — | —  | —  | —  |
| 2003–2004   | Boston College Eagles  | NCAA        | 34  | 18  | 23  | 41  | 66  | —  | — | —  | —  | —  |
| 2004–2005   | Boston College Eagles  | NCAA        | 36  | 19  | 29  | 48  | 36  | —  | — | —  | —  | —  |
| 2005–2006   | Ottawa Senators        | NHL         | 58  | 20  | 9   | 29  | 22  | 10 | 1 | 0  | 1  | 10 |
|             | Binghamton Senators    | AHL         | 18  | 5   | 8   | 13  | 10  | —  | — | —  | —  | —  |
| 2006–2007   | Ottawa Senators        | NHL         | 73  | 14  | 18  | 32  | 36  | 7  | 0 | 2  | 2  | 2  |
| 2007–2008   | Ottawa Senators        | NHL         | 26  | 4   | 6   | 10  | 6   | —  | — | —  | —  | —  |
|             | Carolina Hurricanes    | NHL         | 11  | 1   | 4   | 5   | 4   | —  | — | —  | —  | —  |
| 2008–2009   | Carolina Hurricanes    | NHL         | 74  | 6   | 8   | 14  | 31  | 18 | 1 | 2  | 3  | 13 |
| 2009–2010   | Detroit Red Wings      | NHL         | 65  | 12  | 10  | 22  | 26  | 8  | 0 | 0  | 0  | 2  |
| 2010–2011   | Detroit Red Wings      | NHL         | 63  | 13  | 7   | 20  | 14  | 11 | 3 | 1  | 4  | 6  |
| 2011–2012   | Detroit Red Wings      | NHL         | 10  | 0   | 1   | 1   | 2   | —  | — | —  | —  | —  |
| 2012–2013   | Detroit Red Wings      | NHL         | 34  | 2   | 6   | 8   | 4   | 13 | 1 | 2  | 3  | 4  |
| 2013–2014   | Detroit Red Wings      | NHL         | 25  | 2   | 3   | 5   | 2   | —  | — | —  | —  | —  |
|             | Grand Rapids Griffins  | AHL         | 8   | 4   | 2   | 6   | 8   | —  | — | —  | —  | —  |
|             | Nashville Predators    | NHL         | 5   | 0   | 0   | 0   | 0   | —  | — | —  | —  | —  |
| 2014–2015   | Dallas Stars           | NHL         | 47  | 14  | 13  | 27  | 8   | —  | — | —  | —  | —  |
| 2015–2016   | Dallas Stars           | NHL         | 54  | 11  | 6   | 17  | 27  | 9  | 3 | 3  | 6  | 2  |
| 2016–2017   | Dallas Stars           | NHL         | 59  | 21  | 16  | 37  | 16  | —  | — | —  | —  | —  |
| NHL totalt  | NHL totalt             | NHL totalt  | 604 | 120 | 107 | 227 | 198 | 76 | 9 | 10 | 19 | 39 |
| AHL totalt  | AHL totalt             | AHL totalt  | 26  | 9   | 10  | 19  | 18  | —  | — | —  | —  | —  |
| NCAA totalt | NCAA totalt            | NCAA totalt | 84  | 47  | 60  | 107 | 163 | —  | — | —  | —  | —  |